# Смирительная рубашка
Смири́тельная руба́шка (англ. straitjacket; синонимы: усмирительная рубашка, смирительная рубаха, смирительный камзол, горячечная рубашка, смирительный кафтан) — специальная одежда для фиксации рук, а иногда рук и ног. Чаще всего применяется в медицине для контроля двигательной активности пациентов психиатрических больниц. Также смирительные рубашки могут использоваться в тюрьмах и медвытрезвителях.

## История
Считается, что смирительная рубашка была изобретена во второй половине XVIII века как шаг в сторону прогресса и гуманизации психиатрии.
Одно из первых описаний рубашки можно найти в книге «A Methodical Introduction to the Theory and Practice of Physic» ирландского врача Дэвида Макбрайда, изданной в 1772 году.

Немалая доля ухода за психически больными состоит в том, чтобы помешать им причинить вред самим себе или другим людям. Иногда их заковывают в цепи и бьют, но это жестоко и абсурдно, так как существующее приспособление, называемое «смирительная рубашка», отвечает всем целям ограничения пациентов без причинения им вреда.
Эти рубашки делаются из тика или какой-нибудь другой такой же прочной ткани. Они запахиваются назад и шнуруются сзади наподобие корсета. Рукава делаются прочными и такой длины, чтобы закрыть пальцы, а на концах стягиваются тесёмкой, как кошелек. Благодаря такому хитроумному приспособлению у больного нет возможности пользоваться пальцами. Когда его укладывают на спину на кровать, руки кладут поперек груди и фиксируют в этом положении, завязывая тесемки, идущие от рукавов, вокруг пояса, чтобы он не мог ничего сделать руками. Затем поперек груди накладывают широкий ремень и пристёгивают его к раме кровати, в результате чего больной оказывается зафиксированным на спине, а если он окажется настолько буйным, что потребуется ещё более надёжное удержание, ноги привязывают к ножкам кровати с помощью верёвок.
Оригинальный текст (англ.)No small share of the management of mad people consists in hindering them to hurt themselves, or do mischief to other persons. It has sometimes been usual to chain and to beat them, but this is both cruel and absurd; since the contrivance called the Strait Waistcoat, answers every purpose of restraining the patients, without hurting them.
These waistcoats are made of ticken, or some such strong sluff; are open at the back, and laced on like a pair of stays; the sleeves are made tight, and so long as to cover the ends of the fingers, and are there drawn close with a string, like a purse, by which contrivance the patient has no power of using his fingers; and, when he is laid on his back in bed, and the arms brought across the chest, and fastened in that position, by tying the sleeve-strings fast round the waist, he has no power of his hands. A broad strap of girth-web is then carried across the breast, and fastened to the bedstead, by which means the patient is confined on his back; and if he should be so outrageous as to require further restraint, the legs are secured by ligatures to the foot of the bed.

Во второй половине XVIII века рубашки стали применяться в медицине как альтернатива металлическим средствам удержания, считаясь более гуманными. Снятие цепей с больных в психиатрии связывают с началом эпохи знаменитого французского врача и гуманиста Филиппа Пинеля, который, отказавшись от использования травмирующих средств фиксации, не отрицал необходимости механического удержания больных.
Отказ от цепей и переход на смирительные рубашки в больнице Бисетр под руководством Пинеля привёл к снижению количества травм не только среди больных, но и среди медперсонала, так как буйные пациенты нередко применяли сковывавшие их цепи в качестве оружия.
Сам Пинель отмечал в своей работе «О способах укрощения душевнобольных»:

Пользование цепями в домах для умалишённых, по-видимому, введено только с той целью, чтобы сделать непрерывным крайнее возбуждение маниакальных больных, скрыть небрежность невежественного смотрителя и поддерживать шум и беспорядок. Эти неудобства были главным предметом моих забот, когда я был врачом в Бисетре в первые годы революции; к сожалению, я не успел добиться уничтожения этого варварского и грубого обычая, несмотря на удовлетворение, которое я находил в деятельности смотрителя этой больницы, Пюссена, заинтересованного наравне со мной в осуществлении принципов человечности. Два года спустя ему удалось успешно достичь этой цели, и никогда ни одна мера не оказала такого благодетельного эффекта. 40 несчастных душевнобольных, многие годы стонавших под бременем железных оков, были выпущены во двор, на свободу, стеснённые только длинными рукавами рубашек; по ночам в камерах им предоставлялась полная свобода. С этого момента служащие избавились от всех тех несчастных случайностей, каким они подвергались, в виде ударов и побоев со стороны закованных в цепи и в силу этого всегда раздражённых больных.

Если цепи отошли в область преданий, то пользование смирительной рубашкой, связывание и привязывание больного к постели бинтами и другие меры стеснения рассматривались как необходимость, без которой нельзя обойтись; мало того, все это считалось полезным лечебным воздействием. «Впрочем, — говорит Пинель, — связывание не должно быть слишком продолжительным, так как иначе может усилиться раздражение и увеличиться бред. Смирительная рубашка имеет значение воспитательной меры, которую нужно пускать в ход с большим тактом».

Надевать ее необходимо только на короткий срок, иначе получается затруднение дыхания, тошнота и невыносимое томление. Как этот, так и другие способы усмирения никоим образом нельзя поручать служителям, а непременно только главному смотрителю.

Пинель предложил два следующих правила:
- тюремный режим с оковами, цепями, без света, воздуха и человеческого слова подлежит решительному и безвозвратному уничтожению;
- меры успокоения и усмирения, без которых нельзя обойтись, должны принять более мягкие формы; сюда относятся осторожное привязывание больного к койке, смирительная рубашка, помещение в изолятор, притворно суровое обращение, которым, однако, должны пользоваться только врачи и опытные старшие надзиратели.

Эти два правила легли в основу больничного дела всей первой половины XIX века. Они являлись предельными достижениями для того времени с его ещё только зарождавшейся техникой ухода за душевнобольными и постепенно распространились во всех европейских странах.
С начала XIX века смирительные рубашки становятся обычным атрибутом психиатрических больниц и даже «перекочёвывают» в тюрьмы. В музее-тюрьме Петропавловской крепости в Санкт-Петербурге есть экспонат — тюремная смирительная рубашка.
В 1821 году врач Эдуард Чарльсворт в больнице Линкольне издал указ, согласно которому горячечная рубашка была надеваема на больного не иначе, как только по специальному предписанию врача. Каждый случай применения мер стеснения должен был регистрироваться в особом журнале. Эти меры значили очень много для того времени, если вспомнить, что раньше любой служитель имел полную возможность связывать больного и держать его так в течение дней и недель.
В Германии в этот период получает развитие механотерапия, базовыми средствами которой становятся смирительный стул, мешок, надеваемый поверх смирительной рубашки, центрифуга, маски и кляпы.
Наиболее прогрессивные взгляды присутствовали в больнице Винненталь в Вюртемберге, в которой отказались от жестоких пыточных методов. Но уже и в Германию приходят новые веяния английских и французских школ.
В 1871 году Эжен Руйе в Париже написал в своей диссертации:

Применение смирительной рубашки стало несомненным прогрессом, так как позволило отказаться от железных цепей, колец, вмурованных в стены и т. д., шаг за шагом исчезающих из психиатрических лечебниц.

В 40-х годах XIX века в Европе начинает зарождаться новое направление, связанное с именем ирландского врача Джона Конолли. Идеи Конолли можно выразить в словах «No restraint», или «нестеснение».
Его усилиями была создана комиссия, которая в 1854 году отменила механическое стеснение больных. Рекомендовалось использовать специальные усовершенствованные изоляторы, стены в которых оббивались матрасами.
У идей Конолли были противники, которые допускали в исключительных случаях физическое удержание больных с помощью смирительных рубашек и кожаных ремней. Вот некоторые из их доводов:
- Надзор за больными, особенно в больших больницах, поручается служителям, которым не всегда можно верить и терпение которых при сильном возбуждении больного нередко истощается довольно быстро. В таких случаях умеренное стеснение лучше всего обеспечивает и безопасность служителя и покой остальных больных.
- Стеснение больного осуществляется в первую очередь в интересах больного.
- Разумное применение лёгкого стеснения, особенно в случаях сильного возбуждения, имеет то преимущество, что не препятствует прогулкам больного на свежем воздухе.
- Принудительная изоляция больного в тесной комнате или изоляторе также является насилием, только в другой форме, и моральное действие от этого столь же неблагоприятно, как и действие чисто механического стеснения.
- Часто механическое стеснение меньше раздражает душевнобольного, меньше утомляет его, чем удерживание его при помощи рук или же помещение его в отдельную комнату, где ему предоставляется свобода неистовствовать много часов подряд.

На съезде германских психиатров в 1879 г. в Берлине произошло открытое состязание обеих сторон. Выбранная съездом комиссия санкционировала допущение смирительной рубашки в некоторых исключительных случаях.
Во Франции в конце 70-х годов XIX века врачи Маньян и Бушеро заменили смирительную рубашку курткой из прочной материи, составляющей одно целое с панталонами. Куртка эта застёгивалась сзади особенными застёжками. В случаях сильного возбуждения надевался еще пояс с ремнями по бокам, к которым пристегивались рукава; при этом способе кисти рук оставались свободными, ничто не затрудняло кровообращения, не вызывало параличей лучевого нерва и не лишало больных человеческого облика. С введением этого нового костюма оказалось, что и буйных стало гораздо меньше.
В США вопрос об отмене механического стеснения никогда не достигал большой остроты, так как там, видимо, не было тех вопиющих злоупотреблений, которыми отличалась Европа. В 1841 году Белль говорил: «У нас нельзя отменить систему стеснения, потому что мы ее не знаем и не знали».
В России в середине XIX смирительные рубашки так же присутствовали, как и везде в Европе. Назначенный в 1872 году главным врачом Преображенской больницы в Москве Штейнберг дал указание о применении смирительной рубашки только по настоящей необходимости. Собственно, это был один из первых шагов в России по внедрению идей Конолли.
В 1896 году врач-психиатр Н. В. Краинский лично развязал в один день более 120 душевнобольных и сжёг смирительные рубашки вблизи клумбы у главного входа в главный корпус больницы. В повести А. П. Чехова «Палата № 6» (1892 год) уже прямо говорится о неприменении горячечных рубах.
Существует общераспространённое мнение, что эпоха Конолли, последняя в истории психиатрии, продолжается и теперь. Против этого известным историком психиатрии Ю. Каннабихом высказывалось возражение, согласно которому стеснение как система не было изжито без остатка, пока оставались стены изоляторов. Возможность убрать изоляторы появилась только в середине XX века. С возникновением новых мощных психофармакологических средств началась новая эра в психиатрии, когда основная масса больных находится на домашнем лечении или же в стационаре относительно короткое время. Но полностью исключить необходимость в иммобилизации психиатрических больных не удалось и до нашего времени.

## Виды смирительных рубашек
Общепринятой классификации смирительных рубашек не существует. Условно их можно разделить по странам и производителям. Так модели, применяемые в больницах Испании, не имеют кротч-ремней (ремней, проходящих через промежность), в отличие, например, от американских рубашек. Для ряда французских моделей характерны металлические кольца для фиксации к кровати и более широкие рукава.
По форме смирительные рубашки бывают двух основных типов: с рукавами и без рукавов. В рубашках с рукавами рукава могут иметь длину от 0,7 до 4 метров, или к рукавам пришиваются ремни или верёвки длиной от 0,8 до 3 метров. В безрукавных моделях с внутренней стороны рубашки имеются специальные карманы для рук. Безрукавные варианты в медицинской практике используются реже.
Существуют специальные рубашки для пациентов, которым необходима добровольная фиксация, например для эпилептиков. Пациент способен самостоятельно зафиксировать себя такой рубашкой и так же самостоятельно, находясь в разуме, освободиться от неё. Находясь в сумеречном состоянии, снять такую рубашку практически невозможно.
По длине смирительные рубашки могут быть короткие (до пояса), средние (до колен), длинные (до пят) и удлинённые, длина которых превышает рост человека. В последнем случае рубашка обычно зашита снизу. Рубашки такого типа иногда называют мумификаторами и в медицинской практике использовались только до середины XX века.
Существуют также смирительные рубашки повышенной надёжности. На них обязательно присутствуют один или два кротч-ремня. Кротч-ремни проходят через промежность и не позволяют снять рубашку через голову. Также на рубашках повышенной надёжности имеются вертикальные петли, одна на груди и две под мышками. На некоторых моделях добавляется дополнительный ремень, стягивающий локти.
Рубашки, предназначенные для продолжительной фиксации, имеют более широкие рукава, при том, что основание рукавов обычное по ширине, чтобы пациент не мог вытащить руки из рукавов.
Отдельной разновидностью рубашек можно назвать «аргентинский костюм» (Argentino suit). Последний имеет ряд модификаций. Чаще выпускается в виде фиксирующего комбинезона.
Разнообразие моделей смирительных рубашек связано с поиском некого компромисса между физической фиксацией, комфортом пациента, и тем, насколько удобно медицинским работникам облачить сопротивляющегося пациента в такую рубашку. Наиболее удачной можно считать смирительные рубашки производства компании Posey (США). Рубашки производства этой компании можно отнести к рубашкам повышенной надёжности, с кротч- и боковыми петлями, но без фиксации локтей. При желании, пациента можно зафиксировать такой рубашкой очень туго, а можно максимально комфортно, то есть оставить почти полную амплитуду движений, при этом снять рубашку пациент все равно не сможет.
Для повышения надёжности фиксации существуют транспортировочные смирительные рубашки. Они похожи на безрукавные модели и надеваются на пациента поверх обычной смирительной рубашки.

## Сравнение с другими средствами удержания
Средства физического удержания пациентов претерпели свою эволюцию, чтобы стать максимально комфортными и безопасными.
На сегодняшний день в российских больницах чаще всего используется «вязка» — длинная мягкая верёвка, которой фиксируют больного. В таких странах, как США, Финляндия, Чехия более всего популярны кожаные браслеты из прочной твёрдой кожи. В большинстве европейских стран, а также в Японии, Южной Корее и Канаде применяются фиксаторы с магнитными замками, самыми известными из которых считаются фиксаторы немецкой (по другим источникам канадской) компании SEGUFIX.
Фиксацию вязками можно считать самым отсталым и наименее комфортным способом удержания, явно уступающим всем другим. Его плюс только в низкой стоимости и доступности.
Фиксация кожаными браслетами по четырём точкам — один из наиболее популярных способов, так как не позволяет пациенту вставать и ходить. Многие российские больницы и не только психиатрические заказывают такие браслеты. Основной недостаток указанного метода в том, что браслеты изготавливаются из плотной кожи, которая натирает конечности пациентов, и становятся особенно болезненными, если пациент пытается вырваться. Применение для фиксаторов мягкой кожи и / или специальная подкладка из мягкой ткани убирает данный недостаток, но требует некоторого опыта от медицинского персонала, так как браслетами из мягкой кожи, можно пережать конечности более допустимого. В последнем случае повреждения могут быть необратимыми. Следует учесть и отношение больного. Есть пациенты, которые более негативно настроены к вязкам и браслетам, чем к смирительным рубашкам, есть и наоборот. Важно показать больному, как учитывается его мнение. Такой подход даёт иллюзию выбора и снижает негативную реакцию пациента. По возможности надо обсудить вопрос физического удержания с больным или его родственниками заранее.
При беременности лучше использовать фиксацию по 4 точкам или гериатрическое кресло, а применение смирительной рубашки должно проводиться максимально деликатно.
Самыми современными и продуманными фиксаторами на сегодняшний день являются продукты компании SEGUFIX и их аналоги. При фиксации больного в лежачем положении они значительно превосходят по комфорту смирительные рубашки и другие средства удержания. К недостаткам можно отнести их высокую стоимость. Использовать эти фиксаторы для больного, который может вставать и передвигаться можно, только если нужна лёгкая фиксация, для опасных больных лучше оставить смирительную рубашку.
Официально закупить продукцию SEGUFIX в России практически невозможно, так как руководство компании негативно настроено к идее экспорта в Россию. Некоторые частные российские клиники закупают фиксаторы через посредников. В то же время в большинстве европейских стран они вытесняют смирительные рубашки из ряда больниц (более подробно далее в разделе «Использование в разных типах психиатрических больниц»). Продукцию SEGUFIX можно также встретить в больницах Казахстана.
Аргентинский костюм в современном исполнении считается удобным для пациента средством удержания, превосходящий по своей комфортности даже SEGUFIX. Однако он адаптирован в первую очередь для фиксации к кровати и не очень удобен, если пациенту можно вставать и ходить по отделению.
При фиксации больного, которому можно передвигаться по палате или при транспортировке, смирительная рубашка пока является наиболее функциональной.
Помимо указанных средств в больницах разных стран, в том числе и в России можно встретить смирительный костюм, передвижное кресло с кожаными браслетами, колпак дезориентации (простая наволочка в российском варианте). При отсутствии смирительных рубашек, если пациент активно противится вязкам или панически их боится, используются «гусиные лапки» из одной или двух простыней или более надежный «пакет» (иногда называют «конверт») из 6-7 простыней.
Применение стальных наручников в медицинской практике вообще недопустимо, но ещё встречается в реальной жизни. В России применением стальных наручников грешат бригады скорой помощи.

## Использование в разных типах психиатрических больниц
В начале XXI века в европейской и российской психиатрии произошли крупные изменения. РФ, как и большинство европейских стран, пошла по так называемой «итальянской» модели (см. психиатрическая реформа в Италии, деинституционализация психиатрии).
В российском варианте реформы психиатрические медицинские учреждения были разделены на два типа. Интернаты для хронических больных, больницы для тяжелых пациентов или совершивших преступления почти не претерпели изменений. Таких учреждений стало даже больше. Смирительные рубашки и другие меры физического стеснения, в них применяются достаточно широко.
Нетяжелые больные, которые могут лечиться амбулаторно или проходят лечение в стационаре относительно непродолжительное время, не имеющие проблем с законом, теперь отделены от больных, упомянутых выше. Для них в обычных многопрофильных больницах были созданы психиатрические отделения. Обычные психиатрические больницы, существовавшие в конце XX века и в первое десятилетие XXI, остались, но их количество значительно уменьшилось, и тенденция эта сохраняется.
В европейских государствах отделения для нетяжелых больных очень хорошо субсидируются. Большинство из них полностью обеспечены фиксаторами SEGUFIX или аналогичными. Смирительных рубашек в них нет. Но, например, в итальянских и испанских больницах процент постоянно привязанных к кровати пациентов значительно выше, чем в российских наблюдательных палатах. Объясняют они это необходимостью обезопасить медицинских работников и других пациентов от потенциально опасных больных и нежеланием без острой необходимости использовать сильнодействующие препараты. При транспортировке опасных больных имеющиеся фиксаторы не совсем функциональны, пациент имеет возможность ударить локтем, схватить медработника или оцарапать себя, поэтому возникают проблемы, вплоть до привлечения полиции. В связи с этим, медицинские работники выражают обеспокоенность полным отсутствием смирительных рубашек в отделениях для нетяжёлых больных.

## Работа правозащитников
Правозащитники вносят свою лепту в улучшение общества. Но даже в таких вещах, как защита больных людей нужна мера.
В 2019 году старшая медсестра одной из психиатрических больниц Санкт-Петербурга упомянула в репортаже, что не допустит применения смирительных рубашек. "Стоит только появиться больному в смирительной рубашке, его сразу же заснимут на видео и выложат файл на YouTube. После чего больница будет «атакована» правозащитниками. Это не значит, что больных не вяжут. Вяжут при необходимости."- утверждает сотрудница. Больница, тем не менее, закупать специализированные средства удержания не станет, так как не желает дополнительных проблем.
Интервью отражает типичную для российских больниц ситуацию. Для фиксации используются вязки и ещё менее очевидные для неспециалистов «химические смирительные рубашки». Действия медицинских сотрудников определяются уже не целесообразностью для пациентов, а нежеланием связываться с правозащитниками.
Благодаря такой «заботе» и у пациентов отсутствует выбор. Если пациент чувствует себя более защищённым, находясь в смирительной рубашке, рубашку ему всё равно не дадут. Их просто нет в столичных больницах. По существу правозащитники провоцируют использовать химическую смирительную рубашку тогда, когда её можно было бы избежать.

## Химическая смирительная рубашка
Попытка уйти от физической фиксации привела к совершенствованию средств химического или фармакологического удержания, иначе говоря, к «химической смирительной рубашке». В первую очередь под ней подразумевается использование антипсихотиков (нейролептиков).
Фармакологические средства имеют свои преимущества и недостатки. К несомненным преимуществам можно отнести отсутствие физического ограничения больного. Пациент свободно может передвигаться по палате, ходить в туалет, есть и т. д. Некоторые из препаратов обладают выраженным терапевтическим эффектом.
К недостаткам можно отнести сильные побочные эффекты химических препаратов: неврологические расстройства, депрессию, нейролептический дефицитарный синдром, жуткое беспокойство, нарушение сна, тошноту или рвоту, а в некоторых случаях боль. Также стоит отметить, что инъекция не может подействовать мгновенно, пациента всё равно вяжут, пока не подействует лекарственный препарат. При физическом стеснении развязать пациента можно сразу, как только появится такая возможность, а прекращать действия лекарственного препарата сложно и нецелесообразно.
Важно мнение и самого больного. Применение физического сдерживания однозначно более гуманно в ситуации, когда пациент считает меры физического сдерживания более комфортными, менее травмирующими для себя, чем медикаментозные меры.
Химическая смирительная рубашка в некоторых случаях неприменима, например при беременности или при проблемах с давлением.
Сейчас в российских больницах значительно преобладает фармакологическая фиксация. В противовес можно поставить, например, испанскую школу психиатрии. В испанской больнице до последнего будут стараться избежать применения химической смирительной рубашки, пока есть шанс помочь больному другими методами, в том числе и ограничивая больного физически, комфортными для больного средствами удержания. При этом особо отмечается, что пациент уже на следующий день после больницы может оказаться за рулём своего автомобиля. После химической смирительной рубашки человек бы представлял серьёзную угрозу безопасности движения.

## Права человека и законодательная база
Выбор мер сдерживания с учетом мнения пациента (или его родственника) возможен, если психиатрическая помощь оказывается в соответствии с принципом партнерских отношений с пациентом, в основе которого лежит информированность пациента. Этот принцип подразумевает, что с пациентом заблаговременно согласовывают методы ограничения его свободы при состоянии возбуждения. В российских стационарах такой подход не применяется.
Среди врачей бытует ошибочное мнение о запрете на применение смирительных рубашек. Такого запрета, например, в России не существует. Закон РФ от 02.07.1992 N 3185-1 (ред. от 23.05.2016) «О психиатрической помощи и гарантиях прав граждан при её оказании» в ст. 30 прямо разрешает использовать меры физического стеснения пациентов. Существуют официальные рекомендации министерства здравоохранения о неприменении смирительных рубашек, да и фиксации вообще. В любом случае меры физического стеснения считаются крайними и допускаются только с разрешения врача или по явной острой необходимости. Согласно тому же закону, смирительная рубашка, как и другие средства стеснения, не может применяться для наказания больного.
В реальной жизни пациенту трудно, иногда невозможно защитить свои права. Можно сказать, что сегодня не существует реально работающего механизма для реализации этих прав. Поэтому подбор медицинских кадров, контроль со стороны врачей, руководства больницы, правоохранительных органов и правозащитников очень важны.
С другой стороны российский закон защищает и медицинских работников. Учитывая состояние больного и богатую на события историю российской психиатрии, врач вправе потребовать, чтобы во время беседы пациент находился в смирительной рубашке. Также любой медицинский сотрудник, например, переводящий больного из приёмного покоя в больничное отделение, вправе обоснованно потребовать от врача приёмного покоя разрешение на фиксацию пациента.

## Производство
В России нет общепризнанного производителя смирительных рубашек, как нет утверждённых требований к их пошиву, ГОСТов и норм применения. В ряде городов Российской Федерации и Украины производством смирительных рубашек занимаются предприятия спецодежды. Иногда их шьют в мастерских при больницах.
В США стандартом для психиатрических больниц являются смирительные рубашки производства компании «Posey». В американских фильмах чаще всего можно увидеть именно такие рубашки.

## Применение в медицине
Наиболее традиционно применение смирительных рубашек в медицинских учреждениях, в первую очередь в психиатрических больницах для фиксации опасных больных. Из всех методов лечения фиксация — один из самых спорных, почти не совместимый с профессией врача. Но в интересах больных фиксация может быть применена.
Смирительная рубашка ограничивает возможности больного причинять вред себе и окружающим. Пациенты, которые боятся потерять контроль над своими действиями, воспринимают фиксацию как надежную замену слабым внутренним сдерживателям. Это успокаивает больного, что и служит одним из основных механизмов положительного влияния фиксации. Резко возбужденный больной иногда только после фиксации может расслабиться. Нередко в психиатрической практике пациенты могут самостоятельно попросить их зафиксировать. Как правило, такие требования должны быть удовлетворены.
Фиксация дает возможность для спокойного общения персонала с возбужденным больным, для выполнения лечебных мероприятий. Также, благодаря фиксации, создаётся относительное сенсорное однообразие, что, показано больным с непереносимостью большого объема сенсорной информации и генерализованными реакциями на раздражители.
При любой форме фиксации необходимо постоянное наблюдение и уход за больным. Зафиксированному больному нужно как можно понятнее объяснить, что сделано это для безопасности его самого и окружающих, что за ним будут внимательно наблюдать и делать все необходимое, что, как только он сможет управлять своими действиями, фиксацию немедленно снимут.
В России и на территории других славянских стран смирительные рубашки применяются редко. Причины тому разные. В первую очередь можно назвать материальное состояние больниц. Простые вязки заметно дешевле рубашек.
Рубашки практически не используются в больницах Азербайджана, Грузии, Белоруссии, Великобритании, юго-восточной Азии: в Таиланде, Непале, Индии, Сингапуре.

### Основные ошибки при применении в больницах
Основная идея смирительной рубашки в фиксации пациента максимально комфортно, чтобы человек, мог вставать, ходить в туалет, безопасно общаться с другими пациентами и медперсоналом. Неправильное применение смирительных рубашек закономерно усиливает негативную реакцию и сводит на нет все плюсы мягкой фиксации. К сожалению, в российских больницах трудно найти подготовленный медицинский персонал, умеющий ими правильно пользоваться. Например, без предварительного объяснения санитары не понимают назначение кротч-ремней.
Наиболее распространённые ошибки связаны с тугим затягиванием, особенно, если больной активно сопротивляется. Естественное действие неподготовленного санитара в такой ситуации — туго затянуть ремни. В то время как для комфортной фиксации больного смирительной рубашкой ремни на спине не должны быть туго затянуты, а рукава могут даже немного провисать. При застёгивании любых ремней рукавной или безрукавной смирительной рубашки, под ремнём должна свободно проходить рука человека. При затягивании рукавов на рукавной смирительной рубашке пациент должен иметь возможность без усилий развести руки настолько широко, чтобы руки вообще не касались друг друга. Также стоит знать, что при использовании рукавной рубашки без грудной петли, руки перекрещиваются не на уровне живота или мечевидного отростка, а немного ниже, примерно на уровне пояса.
Соблюдение этих базовых рекомендаций значительно снизит неудобство для пациентов во время фиксации. А для медицинского персонала позволит комфортно удерживать пациентов в рубашках более длительное время.
Тугое затягивание, локтевые ремни, фиксация рук назад, дополнительная транспортировочная смирительная рубашка или обвёртывание простынёй поверх смирительной рубашки допускаются только в исключительных случаях при транспортировке или переводе между отделениями особо опасных больных. Тугая фиксация допускается не более, чем на два часа, а руками назад не более, чем на полчаса. В противном случае, такое удержание превратится в пытку.

## Применение в других областях
Трюк «Освобождение из смирительной рубашки» в различных вариантах является распространённым среди множества иллюзионистов.
На выставках и фестивалях художественной фотографии можно увидеть работы, в которых рубашка используется как символ безумного порыва, крайней безысходности или для выражения идеи полного безумия нашего мира, в котором для нормального человека остаётся только смирительная рубашка.
Молодые люди иногда используют смирительные рубашки в качестве оригинального костюма для дискотеки или Хэллоуина.
Смирительные рубашки встречаются в BDSM культуре.

## В кинематографе
В советском кинематографе смирительные рубашки были показаны в фильмах «Кавказская пленница» и «Иван Васильевич меняет профессию». Стоит отметить, что в фильме «Кавказская пленница» использовалась рубашка, пошитая специально для фильма, так как в больнице для съёмок ни одну рубашку найти не смогли.
В фильме «Иван Васильевич меняет профессию» применялась фиксация руками назад. Такой метод удержания не рекомендуется и используется крайне редко и только для транспортировки особо опасных больных.
В зарубежном кинематографе, особенно в американском, рубашки фигурируют довольно часто. Можно отметить фильмы «Большие гонки», «Молчание ягнят», «Проказник из психушки» (США), «Её звали Никита» (Франция), Арабелла (Чехословакия), аниме-сериалы «Наруто» (Япония) и много других.
В последнее время смирительные рубашки стали появляться в музыкальных видеоклипах.
В современном российском кинематографе стоит отметить Ёлки 3, «Дневник доктора Зайцевой» 2-й сезон 14-я серия.

## Проблема гуманности
В медицинской практике всегда было сложно решить вопрос о принудительном удержании пациента. Даже в наше время здесь существуют множество нерешённых вопросов, связанных с гуманностью с одной стороны и с безопасностью медперсонала и пациента с другой. Одно несомненно — современная медицина ещё не способна полностью обезопасить психически больных и окружающих их людей от опасности, связанной с болезненными состояниями. Поэтому пациентов иногда приходится фиксировать. Но уж если необходимость в физическом удержании существует в нашем обществе, то и делать это необходимо максимально гуманными способами.